# Jean-Paul Roussillon
Jean-Paul Roussillon (5 de marzo de 1931 – 31 de julio de 2009) fue un actor y director teatral, cinematográfico y televisivo de nacionalidad francesa.

## Biografía
Nacido en París, Francia, fue alumno de la École nationale supérieure des arts et techniques du théâtre, y después del Conservatorio nacional superior de arte dramáticon (clase Denis d'Inès), centro en el cual obtuvo el primer premio de comedia clásica en 1950. Todo ello le abrió inmediatamente las puertas de la Comédie-Française, siendo miembro de la misma en 1960, y miembro honorario en 1982. 
Estuvo casado con la actriz, también miembro honorario, Catherine Ferran. Roussillon fue el padre de Pierre-François Roussillon, director teatral en Malakoff, y de Baptiste Roussillon, también actor. 
Jean-Paul Roussillon falleció en Auxerre, Francia, en 2009, a causa de un cáncer de pulmón. Fue enterrado en el Cementerio de Sacy.
Roussillon recibió tres Premios Molières: 1991, 1996 y 2002, y el César al mejor actor secundario en 2009.

## Carrera en la Comédie-Française
- Ingreso en la Comédie-Française el 1 de septiembre de 1950
- Miembro desde el 1 de enero de 1960
- Miembro honorario el 1 de enero de 1982

### Actuaciones
- 1945 : Cantique des cantiques, de Jean Giraudoux, escenografía de Louis Jouvet
- 1950 : À quoi rêvent les jeunes filles, de Alfred de Musset, escenografía de Jacques Charon
- 1950 : Les Caves du Vatican, de André Gide, escenografía de Jean Meyer
- 1950 : L'Arlésienne, de Alphonse Daudet, escenografía de Julien Bertheau
- 1951 : Madame Sans-Gêne, de Victorien Sardou y Emile Moreau, escenografía de Denis d'Inès
- 1951 : Ojo por ojo, cuerno por cuerno, de Georges Feydeau, escenografía de Jean Meyer
- 1951 : L'Homme que j'ai tué, de Maurice Rostand, escenografía de Julien Bertheau
- 1951 : Donogoo, de Jules Romains, escenografía de Jean Meyer
- 1951 : Como gustéis, de William Shakespeare, escenografía de Jacques Charon
- 1952 : El burgués gentilhombre, de Molière, escenografía de Jean Meyer
- 1952 : Las preciosas ridículas, de Molière, escenografía de Robert Manuel
- 1952 : Seis personajes en busca de autor, de Luigi Pirandello, escenografía de Julien Bertheau
- 1952 : Don Juan, de Molière, escenografía de Jean Meyer
- 1952 : La Coupe enchantée, de Jean La Fontaine, escenografía de Jacques Clancy
- 1953 : Un caprice, de Alfred de Musset, escenografía de Maurice Escande
- 1953 : Une fille pour du vent, de André Obey, escenografía de Julien Bertheau
- 1953 : Le Menteur, de Pierre Corneille, escenografía de Denis d'Inès
- 1953 : Poil de Carotte, de Jules Renard
- 1953 : Crainquebille, de Anatole France, escenografía de Louis Seigner
- 1954 : George Dandin, de Molière, escenografía de Georges Chamarat
- 1954 : Étienne, de Jacques Deval, escenografía de Louis Seigner
- 1954 : La Farce de Maître Pathelin, anónimo, escenografía de Denis d'Inès
- 1954 : Les Fausses Confidences, de Marivaux, escenografía de Maurice Escande
- 1954 : Les Amants magnifiques, de Molière, escenografía de Jean Meyer
- 1955 : Arlequin poli par l'amour, de Marivaux, escenografía de Gaston Baty y Jacques Charon
- 1955 : El barbero de Sevilla, de Pierre-Augustin de Beaumarchais, escenografía de Pierre Dux
- 1955 : Le Jeu de l'amour et du hasard, de Marivaux, escenografía de Maurice Escande
- 1955 : Jeanne d'Arc, de Charles Peguy, escenografía de Jean Marchat
- 1956 : Henry Becque, escenografía de Jean Piat
- 1956 : Los Litigantes, de Jean Racine, escenografía de Robert Manuel
- 1957 : Crispin rival de son maître, de Alain-René Lesage, escenografía de Robert Manuel
- 1957 : La Seconde Surprise de l'amour, de Marivaux, escenografía de Hélène Perdrière
- 1957 : La Bonne Mère, escenografía de Maurice Escande
- 1957 : Mademoiselle, de Jacques Deval, escenografía de Robert Manuel
- 1958 : Les Fausses Confidences, de Marivaux, escenografía de Maurice Escande
- 1958 : Un sombrero de paja de Italia, de Eugène Labiche y Marc-Michel, escenografía de Gaston Baty
- 1958 : La Maison de campagne, de Dancourt, escenografía de Hélène Perdrière
- 1958 : Les Trente millions de Gladiator, de Eugène Labiche y Philippe Gille, escenografía de Jean Meyer
- 1958 : El enfermo imaginario, de Molière, escenografía de Robert Manuel
- 1959 : Un jeune homme pressé, de Eugène Labiche, escenografía de Jacques Charon
- 1959 : La escuela de las mujeres, de Molière, escenografía de Jean Meyer
- 1959 : La Méprise, de Marivaux, escenografía de Jacques Sereys
- 1960 : Electra, de Jean Giraudoux, escenografía de Pierre Dux
- 1960 : George Dandin, de Molière, escenografía de Georges Chamarat
- 1960 : Las preciosas ridículas, de Molière, escenografía de Robert Manuel
- 1961 : La Double Inconstance, de Marivaux, escenografía de Jacques Charon
- 1961 : Un conte d'hiver, de Shakespeare, escenografía de Julien Bertheau
- 1961 : Monsieur de Pourceaugnac, de Molière
- 1961 : Un fil à la patte, de Georges Feydeau, escenografía de Jacques Charon
- 1962 : El avaro, de Molière, escenografía de Jacques Mauclair
- 1962 : Le Retour imprévu, de Jean-François Regnard, escenografía de Jean-Paul Roussillon
- 1962 : La Joie imprévue, de Marivaux, escenografía de Paul-Émile Deiber
- 1962 : Supplément au voyage de Cook, de Jean Giraudoux, escenografía de Jacques Charon
- 1963 : La Troupe du Roy, a partir de Molière, escenografía de Paul-Émile Deiber
- 1963 : Les Folies amoureuses, de Jean-François Regnard
- 1963 : Ojo por ojo, cuerno por cuerno, de Georges Feydeau, escenografía de Jean Meyer
- 1964 : La escuela de los maridos, de Molière, escenografía de Jean Meyer
- 1964 : L'Épreuve, de Marivaux
- 1964 : Donogoo, de Jules Romains, escenografía de Louis Seigner
- 1964 : El burgués gentilhombre, de Molière, escenografía de Jean Meyer
- 1964 : L'Ile des esclaves, de Marivaux, escenografía de Jacques Charon
- 1965 : Feu la Mère de Madame, de Georges Feydeau, escenografía de Fernand Ledoux
- 1965 : El sueño de una noche de verano, de Shakespeare, escenografía de Jacques Fabbri
- 1966 : Crispin rival de son maître, de Lesage, escenografía de Jean-Paul Roussillon
- 1966 : Los Litigantes, de Racine, escenografía de Georges Chamarat
- 1966 : Corilla, de Gérard de Nerval, escenografía de Michel Bernardy
- 1966 : Le Mariage de Kretchinsky, de A.V. Soukhovo-Kobyline, escenografía de Nikolai Akimov
- 1967 : Don Juan, de Molière, escenografía de Antoine Bourseiller
- 1967 : Le commissaire est bon enfant, de Georges Courteline y Jules Lévy, escenografía de Jean-Paul Roussillon
- 1967 : La Commère, de Marivaux, escenografía de Michel Duchaussoy
- 1967 : Le Jeu de l'amour et du hasard, de Marivaux, escenografía de Maurice Escande
- 1967 : Le Légataire universel, de Jean-François Regnard, escenografía de Jean-Paul Roussillon
- 1967 : El atolondrado o los contratiempos, de Molière, escenografía de Jean-Paul Roussillon
- 1968 : El burgués gentilhombre, de Molière, escenografía de Louis Seigner
- 1968 : El médico a palos, de Molière, escenografía de Jean-Paul Roussillon
- 1968 : La escuela de las mujeres, de Molière, escenografía de Michel Etcheverry
- 1968 : L'Épreuve, de Marivaux, escenografía de Julien Bertheau
- 1969 : La Seconde surprise de l'amour, de Marivaux, escenografía de Hélène Perdrière
- 1969 : Electra, de Jean Giraudoux, escenografía de Pierre Dux
- 1969 : Los enredos de Scapin, de Molière, escenografía de Jacques Charon
- 1969 : El avaro, de Molière, escenografía de Jean-Paul Roussillon
- 1970 : El barbero de Sevilla, de Pierre-Augustin de Beaumarchais, escenografía de Jean-Claude Arnaud
- 1971 : Rixe, de Jean-Claude Grumberg, escenografía de Jean-Paul Roussillon
- 1971 : George Dandin, de Molière, escenografía de Jean-Paul Roussillon
- 1971 : Amorphe d'Ottenburg, de Jean-Claude Grumberg, escenografía de Jean-Paul Roussillon
- 1972 : Ricardo III, de Shakespeare, escenografía de Terry Hands
- 1972 : La Fille bien gardée, de Eugène Labiche y Marc Michel, escenografía de Jean-Laurent Cochet
- 1972 : La Troupe du Roy, a partir de Molière, escenografía de Paul-Émile Deiber
- 1972 : El burgués gentilhombre, de Molière, escenografía de Jean-Louis Barrault
- 1973 : La Soif et la Faim, de Eugène Ionesco, escenografía de Jean-Marie Serreau, Teatro del Odéon
- 1973 : Abraham et Samuel, de Victor Haïm, escenografía de Jean-Louis Thamin
- 1974 : La escuela de las mujeres, de Molière, escenografía de Jean-Paul Roussillon
- 1974 : Le Légataire universel, de Jean-François Regnard, escenografía de Jean-Paul Roussillon
- 1974 : La Nostalgie, Camarade..., de François Billetdoux, escenografía de Jean-Paul Roussillon, Teatro del Odéon
- 1974 : L'Impromptu de Marigny, de Jean Poiret, escenografía de Jacques Charon
- 1974 : La escuela de los maridos, de Molière, escenografía de Jean Meyer
- 1974 : El médico a palos, de Molière, escenografía de Jean-Paul Roussillon
- 1975 : La Celestina, de Fernando de Rojas, escenografía de Marcel Maréchal
- 1975 : El idiota, de Fiódor Dostoyevski, escenografía de Michel Vitold
- 1976 : La Commère, de Marivaux, escenografía de Jean-Paul Roussillon
- 1976 : Maître Puntila et son valet Matti, de Bertolt Brecht, escenografía de Guy Rétoré
- 1978 : Esperando a Godot, de Samuel Beckett, escenografía de Roger Blin
- 1978 : Seis personajes en busca de autor, de Luigi Pirandello, escenografía de Antoine Bourseiller
- 1979 : Las tres hermanas, de Antón Chéjov, escenografía de Jean-Paul Roussillon
- 1979 : La Tour de Babel, de Fernando Arrabal, escenografía de Jorge Lavelli
- 1980 : La Double Inconstance, de Marivaux, escenografía de Jean-Luc Boutté
- 1981 : La Locandiera, de Carlo Goldoni, escenografía de Jacques Lassalle
- 1982 : Les Vacances, de Jean-Claude Grumberg, escenografía de Jean-Paul Roussillon
- 1982 : Rixe, de Jean-Claude Grumberg, escenografía de Jean-Paul Roussillon
- 1984 : Ivanov, de Antón Chéjov, escenografía de Claude Régy
- 1986 :  Quai Ouest, de Bernard-Marie Koltès, escenografía de Patrice Chéreau
- 1987 : Abel et Bela, de Robert Pinget, escenografía de Jean-Paul Roussillon, Festival de Aviñón
- 1987 : La Manivelle, de Robert Pinget, escenografía de Jean-Paul Roussillon, Festival de Aviñón
- 1993 : Le Faiseur, de Honoré de Balzac, escenografía de Jean-Paul Roussillon
- 1996 : Largo viaje hacia la noche, de Eugene O'Neill, escenografía de Alain Françon

### Director
- 1962 : Le Retour imprévu, de Jean-François Regnard
- 1964 : Barberine, de Alfred de Musset
- 1966 : Crispin rival de son maître, de Alain-René Lesage
- 1967 : Le commissaire est bon enfant, de Georges Courteline y Jules Lévy
- 1967 : Le Légataire universel, de  Alain-René Lesage
- 1967 : El atolondrado o los contratiempos, de Molière
- 1968 : El médico a palos, de Molière
- 1969 : El avaro, de Molière
- 1971 : Rixe, de Jean-Claude Grumberg
- 1971 : George Dandin, de Molière
- 1971 : Amorphe d'Ottenburg, de Jean-Claude Grumberg, Teatro del Odéon
- 1972 : Edipo rey, de Sófocles, Festival de Aviñón
- 1972 : Edipo en Colono, de Sófocles, Festival de Aviñón
- 1973 : La escuela de las mujeres, de Molière
- 1974 : Andrómaca, de Jean Racine, Teatro del Odéon
- 1974 : Le Légataire universel, de Jean-François Regnard
- 1974 : La Nostalgie, Camarade..., de François Billetdoux, Teatro del Odéon
- 1976 : La Commère, de Marivaux
- 1976 : Le Jeu de l'amour et du hasard, de Marivaux
- 1976 : Cyrano de Bergerac, de Edmond Rostand
- 1978 : Las mujeres sabias, de Molière
- 1979 : Las tres hermanas, de Antón Chéjov
- 1980 : Tartufo, de Molière
- 1981 : La Dame de chez Maxim, de Georges Feydeau
- 1982 : Les Vacances, de Jean-Claude Grumberg, Teatro del Odéon
- 1982 : Rixe, de Jean-Claude Grumberg, Teatro del Odéon
- 1984 : Le marionnettiste de Lodz, de Gilles Segal, Théâtre de la Commune, Aubervilliers
- 1987 : Abel et Bela, de Robert Pinget, Festival de Aviñón
- 1987 : La Manivelle, de Robert Pinget, Festival de Aviñón
- 1993 : Le Faiseur, de Honoré de Balzac,
- 1995 : Mille francs de récompense, de Victor Hugo

## Teatro fuera de la Comédie-Française

### Actor
- 1948 : Ardèle ou la Marguerite, de Jean Anouilh, escenografía de Roland Piétri, Teatro de los Campos Elíseos
- 1949 : La Demoiselle de petite vertu, de Marcel Achard, escenografía de Claude Sainval, Teatro de los Campos Elíseos
- 1971 : La Peau d'un fruit sur un arbre pourri, de Victor Haïm, escenografía de Jean-Paul Roussillon, Poche Montparnasse
- 1980 : Trilogie du revoir, de Botho Strauss, escenografía de Claude Régy, Théâtre des Amandiers
- 1985 : L'Indien sous Babylone, de Jean-Claude Grumberg, escenografía de Marcel Bluwal, Théâtre La Bruyère
- 1986 : Quai Ouest, de Bernard-Marie Koltès, escenografía de Patrice Chéreau, Théâtre des Amandiers Nanterre
- 1986 : Le Silence éclaté, de Stephen Poliakoff, escenografía de Jean-Paul Roussillon, Théâtre de la Madeleine
- 1987 : Abel et Bela, de Robert Pinget, escenografía de Jean-Paul Roussillon, Festival de Aviñón
- 1987 : La Manivelle, de Robert Pinget, escenografía de Jean-Paul Roussillon, Festival de Aviñón
- 1987 : Conversations après un enterrement, de Yasmina Reza, escenografía de Patrice Kerbrat, Théâtre Paris-Villette, Théâtre Montparnasse
- 1987 : Y'a bon Bamboula, escrita y dirigida por Tilly, Festival de Aviñón, Théâtre Paris-Villette
- 1988 : Le Cheval de Balzac, de Gert Hofmann, escenografía de Philippe Mercier, Théâtre national de la Colline
- 1988 : Simplement compliqué, de Thomas Bernhard, escenografía de Christian Colin, Festival de Aviñón, Théâtre de l'Athénée
- 1989 : Les Parisiens ou L'été de la mémoire des abeilles, escrita y dirigida por Pascal Rambert, Festival de Aviñón
- 1990 : Zone libre, de Jean-Claude Grumberg, escenografía de Maurice Bénichou, Théâtre national de la Colline
- 1991 : Le Haut-de-forme, de Eduardo De Filippo, escenografía de Jacques Nichet, Théâtre des Treize Vents, Théâtre de la Ville y gira
- 1992 : Kelly, de Patrick Roth, Chartreuse Villeneuve-les-Avignon
- 1993 : Demain, une fenêtre sur rue, de Jean-Claude Grumberg, escenografía de Jean-Paul Roussillon, Théâtre national de la Colline
- 1994 : Linge sale, de Jean-Claude Grumberg, escenografía de Michel Vuillermoz, Festival de Aviñón
- 1996 : Colombe, de Jean Anouilh, escenografía de Michel Fagadau, Teatro de los Campos Elíseos
- 1997 : Kinkali, de Arnaud Bedouet, escenografía de Philippe Adrien, Théâtre national de la Colline, Teatro de Niza
- 1997 : Dans la compagnie des hommes, de Edward Bond, escenografía de Alain Françon, Théâtre national de la Colline y Théâtre de l'Athénée
- 1998 : D'honorables canailles, de Gergely Csiky, escenografía de Michelle Marquais, Théâtre de l'Athénée
- 1999 : L'Amante anglaise, de Marguerite Duras, escenografía de Patrice Kerbrat, Théâtre de l'Œuvre
- 1999 : King, de Michel Vinaver, escenografía de Alain Françon, Théâtre national de la Colline
- 2001 : Le Jardin des apparences, de Véronique Olmi, escenografía de Gildas Bourdet, La Criée (Marsella), Théâtre Hébertot en 2002
- 2002 : Skinner, de Michel Deutsch, escenografía de Alain Françon, Théâtre national de la Colline
- 2003 : Tío Vania, de Antón Chéjov, escenografía de Julie Brochen, Théâtre de l'Aquarium, Théâtre de Sartrouville et des Yvelines
- 2004 : Katarakt, de Rainald Goetz, escenografía de Alain Françon, Théâtre national de la Colline
- 2004 : Avis aux intéressés, de Daniel Keene, escenografía de Didier Bezace, Théâtre de la Commune Aubervilliers
- 2004 : Ivanov, de Antón Chéjov, escenografía de Alain Françon, Théâtre national de la Colline
- 2005 : Platonov, de Antón Chéjov, escenografía de Alain Françon, Théâtre national de la Colline
- 2009 : El jardín de los cerezos, de Antón Chéjov, escenografía de Alain Françon, Théâtre national de la Colline

### Director
- 1963 : Le Glorieux, de Philippe Néricault Destouches, Teatro del Ambigu-Comique
- 1971 : La Peau d'un fruit sur un arbre pourri, de Victor Haïm, Poche Montparnasse
- 1973 : La escuela de las mujeres, de Molière
- 1977 : El misántropo, de Molière, Théâtre des Célestins, giras Herbert-Karsenty
- 1983 : La señorita Julia, de August Strindberg, Théâtre Édouard VII
- 1986 : Le Silence éclaté, de Stephen Poliakoff, Théâtre de la Madeleine
- 1993 : Demain, une fenêtre sur rue, de Jean-Claude Grumberg, Théâtre national de la Colline

## Filmografía

### Cine
- 1954 : La Chair et le Diable, de Jean Josipovici
- 1956 : Voici le temps des assassins, de Julien Duvivier
- 1957 : L'amour descend du ciel, de Maurice Cam
- 1957 : Le Renard de Paris, de Paul May
- 1959 : Le Mariage de Figaro, de Jean Meyer
- 1960 : La Millième Fenêtre, de Robert Ménégoz
- 1964 : Week-end à Zuydcoote, de Henri Verneuil
- 1981 : Une affaire d'hommes, de Nicolas Ribowski
- 1982 : La truite, de Joseph Losey
- 1985 : Hors-la-loi, de Robin Davis
- 1985 : On ne meurt que deux fois, de Jacques Deray
- 1985 : Monsieur de Pourceaugnac, de Michel Mitrani
- 1985 : Elsa, Elsa, de Didier Haudepin
- 1986 : Les Clowns de Dieu, de Jean Schmidt
- 1986 : Etats d'âme, de Jacques Fansten
- 1986 : Mon beau-frère a tué ma sœur, de Jacques Rouffio
- 1986 : Twist again à Moscou, de Jean-Marie Poiré
- 1987 : Maladie d'amour, de Jacques Deray
- 1987 : Hôtel de France, de Patrice Chéreau
- 1987 : Abel et Bela, de André Tesseire
- 1987 : Elle est là, de Michel Dumoulin
- 1988 : Alouette je te plumerai, de Pierre Zucca
- 1989 : Comédie d'amour, de Jean-Pierre Rawson
- 1989 : Baxter, de Jérôme Boivin
- 1990 : Je t'ai dans la peau, de Jean-Pierre Thorn
- 1990 : Plein Fer, de Josée Dayan
- 1990 : La Fille du magicien, de Claudine Bories
- 1991 : Le Secret de Sarah Tombelaine, de Daniel Lacambre
- 1991 : Cherokee, de Pascal Ortega
- 1991 : Le Brasier, de Éric Barbier
- 1992 : La Fille de l'air, de Maroun Bagdadi
- 1992 : Tableau d'honneur, de Charles Némès
- 1994 : La fille de d'Artagnan, de Bertrand Tavernier
- 1995 : Les Truffes, de Bernard Nauer
- 1996 : Drancy Avenir, de Arnaud des Pallières
- 1997 : On connaît la chanson, de Alain Resnais
- 1999 : Le Plus Beau Pays du monde, de Marcel Bluwal
- 2001 : Une hirondelle a fait le printemps, de Christian Carion
- 2002 : Mischka, de Jean-François Stévenin
- 2003 : L'Idole, de Samantha Lang
- 2003 : Léo, en jouant « Dans la compagnie des hommes », de Arnaud Desplechin
- 2004 : Reyes y reina, de Arnaud Desplechin
- 2004 : L'Ile de Black Mor, de Jean-François Laguionie
- 2007 : Zone libre, de Christophe Malavoy
- 2008 : Un conte de Noël, de Arnaud Desplechin

### Cortometrajes
- 1990 : Déminage, de Pierre Oscar Levy
- 1995 : Le Libraire de l'ambigu, de Joachim Lombard

### Televisión
- 1960 : La Méprise, de Yves-André Hubert
- 1964 : La Mégère apprivoisée, de Pierre Badel
- 1964 : Les Sept de l'escalier quinze B, de Georges Régnier
- 1968 : Au théâtre ce soir : Feu la mère de madame, de Georges Feydeau, escenografía de Jacques Charon, dirección de Pierre Sabbagh, Théâtre Marigny
- 1970 : Au théâtre ce soir : Un fil à la patte, de Georges Feydeau, escenografía de Jacques Charon, dirección de Pierre Sabbagh, Théâtre Marigny
- 1972 : La Lumière noire, de Pierre Viallet
- 1972 : Le Prince travesti, de François Chatel
- 1973 : L'Avare, de René Lucot
- 1973 : George Dandin, de Jean Dewever
- 1973 : Une fille bien gardée, de Jean Pignol
- 1975 : Le Médecin malgré lui, de Lazare Iglesis
- 1975 : La Commère, de Nat Lilienstein
- 1980 : Les Trois Sœurs, de Jean-Marie Coldefy
- 1982 : La Locandiera, de Yves-André Hubert
- 1982 : La Double inconstance, de Jean-Roger Cadet
- 1983 : La Guerre des demoiselles, de Jacques Nichet
- 1983 : L'Étrange Château du docteur Lerne, de Jean-Daniel Verhaeghe
- 1984 : L'Âge vermeil, de Roger Kahane
- 1985 : Série noire : Meurtres pour mémoire, de Laurent Heynemann
- 1985 : Le Génie du faux, de Stéphane Kurc
- 1986 : Julien Fontanes, magistrat : Jamais rien à Coudoeuvre
- 1987 : Les Enquêtes du commissaire Maigret, episodio Un échec de Maigret, de Gilles Katz
- 1987 : La Maison piège, de Michel Favart
- 1988 : M'as-tu-vu ? : La Rencontre
- 1988 : L'Argent, de Jacques Rouffio
- 1989 : Les Grandes Familles, de Édouard Molinaro
- 1990 : Quartier nègre, de Pierre Koralnik
- 1991 : L'Huissier, de Pierre Tchernia
- 1991 : Marie la louve, de Daniel Wronecki
- 1992 : Mes coquins, de Jean-Daniel Verhaeghe
- 1992 : Nestor Burma : Fièvre au Marais, de Gérard Marx
- 1994 : Ferbac : Ferbac et le festin de miséricorde, de Christian Faure
- 1994–1996 : Novacek, de Didier Daeninckx, 6 episodios
- 1996 : Maigret : Maigret a peur, de Claude Goretta y Christian Karcher
- 1997 : À chacun son tour, de Jean-Jacques Kahn
- 1999 : Petits Nuages d'été, de Olivier Langlois
- 2001 : Un cœur oublié, de Philippe Monnier
- 2003 : Une preuve d'amour, de Bernard Stora
- 2008 : Louis la Brocante : Louis n'en dort plus, de Bruno Gantillon

## Galardones
- Premio Molière de 1987 : nominado al Molière al mejor actor secundario por Conversations après un enterrement
- Premio Molière de 1991 : Molière al mejor actor secundario por Zone libre
- Premio Molière de 1996 : Molière al mejor actor secundario por Colombe
- Premio Molière de 2002 : Molière al mejor actor por Le Jardin des apparences
- Premios César 2002 : nominado al César al mejor actor secundario por Une hirondelle a fait le printemps
- Premios César 2009 : César al mejor actor secundario por Un conte de Noël